# Pratt & Whitney F100
Pratt & Whitney F100 (tovarniška oznaka JTF22) je vojaški turbofan z dodatnim zgorevanjem, ki poganja lovce F-15 Eagle in F-16 Fighting Falcon.
Razvoj se je začel leta 1967, ko sta USAF in Ameriška mornarica hoteli nove motorje za F-14 in F-15. Skupni program se je imenoval Advanced Turbine Engine Gas Generator (ATEGG), cilj je bilj motor z razmerjem potisk/teža vsaj 9. Pratt & Whitney je dobil pogodbo za F100-PW-100 (USAF) in F401-PW-400 (za mornarico). Slednjega so potem preklicali in namesto njega izbrali Pratt & Whitney TF30 za F-14 in F-111. Potem je P&W razvil verzijo F100-PW-200 za lovca F-16.

## Specifikacije (F100-PW-229)
- Tip: Turbofan z dodatnim zgorevanjem
- Dolžina: 4900 mm (191 in)
- Premer: 880 mm (34,8 in) vhod, 1180 mm (46,5 in) največji premere (eksterni)
- Teža (suha): 1700 kg (3740 lb)

- Število gredi: 2
- Kompresor: 2-stopenjski aksialni, 3 stopenjski ventilator in 10 stopenjski kompresor
- Obtočno razmerje: 0,36:1
- Zgorevalna komora: obročasta
- Turbina: 2-stopenjska nizkotlačna in 2-stopenjska visokotlačna

- Največji potisk: 79 kN(17 800 lbf) brez dodatnega zgorevanja, 129,7 kN (29 160 lbf) z dodatnim zgorevanjem
- Tlačno razmerje (skupno): 32:1
- Vhodna temperatura v turbino: 1350 °C (2460 °F)
- Specifična poraba goriva: Brez dodatnega zgorevanja: 77,5 kg/(kN·h) (0,76 lb/(lbf·h)); Z dodatnim zgorevanjem: 197,8 kg/(kN·h) (1,94 lb/(lbf·h))
- Razmerje potisk/teža: 7,8:1